# Keleti ezer buddha-barlangok
A Keleti ezer buddha-barlangok (kínai: 东千佛洞, pinjin: Tung Csi-an-fo Tung) sziklába vájt buddhista barlangsor Kuacsou megyében, Kanszu tartományban, Kína északnyugati részén. A kavicskő sziklába vájt huszonhárom barlangból nyolcban találtak Nyugati Hszia- és Jüan-dinasztia korabeli falfestményeket és szobrokat – a szobrokat a Csing-dinasztia idején újraformázták. A barlangok a ma már kiszáradt folyó partoldalának sziklái mentén két sort formáznak – a nyugati oldalon tizennégy (ebből öt díszített), a keletin kilenc (három díszített). Tunhuang közelében a Keleti ezer buddha-barlangok mellett további négy barlangos helyszín található: Mokao-barlangok, Nyugati ezer buddha-barlangok, Jülin-barlangok és Öt barlangtemplom.
A Keleti ezer buddha-barlangokban található festmények és szobrok témája a tantrikus buddhizmus, amely a tibeti buddhista vallás és művészet erős hatását mutatja a térségben. Egyes barlangokban elhunyt szerzetesek maradványaira és egyéb tárgyakra is bukkantak.

## Barlangok
Nyolc barlangot díszítenek falfestmények és szobrok:
| Barlang    | Építette      | Átépítette      | Helyszín                             |
| ---------- | ------------- | --------------- | ------------------------------------ |
| 1. barlang | Jüan          |                 | nyugati szikla; északi vég, alsó sor |
| 2. barlang | Nyugati Hszia | Csing (szobrok) | nyugati szikla; középen, alsó sor    |
| 3. barlang | Jüan          | Csing (szobrok) | nyugati szikla; déli vég, felső sor  |
| 4. barlang | Nyugati Hszia |                 | nyugati szikla; középen, felső sor   |
| 5. barlang | Nyugati Hszia |                 | nyugati szikla; középen, felső sor   |
| 6. barlang | Jüan          | Csing (szobrok) | keleti szikla; északi vég, felső sor |
| 7. barlang | Jüan          | Csing (szobrok) | keleti szikla; középen, felső sor    |
| 8. barlang | Nyugati Hszia |                 | keleti szikla; középen, felső sor    |